# Ásotthalom
Ásotthalom là một thị trấn thuộc hạt Csongrád, Hungary. Thị trấn này có diện tích 122,54 km², dân số năm 2010 là 4052 người, mật độ 33 người/km².